# قائمة وزراء الإعلام (العراق)
هذه قائمة الوزراء الذين شغلوا منصب وزير الإعلام العراقي خلال فترة حكم صدام حسين حتى إلغائها بقرار سلطة الائتلاف المؤقتة رقم 2 فترة حكم الحاكم المدني بول بريمر:
| # | صورة | وزير الإعلام               | ولادة-وفاة | بداية الفترة | نهاية الفترة | الحزب السياسي              | الرئيس    |
| - | ---- | -------------------------- | ---------- | ------------ | ------------ | -------------------------- | --------- |
| 1 |      | لطيف نصيف جاسم             | 1941-2021  | 16 تموز 1979 | 23 آذار 1991 | حزب البعث العربي الاشتراكي | صدام حسين |
| 2 |      | حامد يوسف حمادي            | 1935-2022  | 23 آذار 1991 | 1996         | حزب البعث العربي الاشتراكي | صدام حسين |
| 3 |      | عبد الغني عبد الغفور       | 1944-      | 1996         | 1996         | حزب البعث العربي الاشتراكي | صدام حسين |
| 4 |      | حامد يوسف حمادي            | 1935-2022  | 1996         | 1997         | حزب البعث العربي الاشتراكي | صدام حسين |
| 5 |      | همام عبد الخالق عبد الغفور | 1945-      | 1997         | شباط 2001    | حزب البعث العربي الاشتراكي | صدام حسين |
| 6 |      | محمد سعيد الصحاف           | 1940-      | شباط 2001    | 2003         | حزب البعث العربي الاشتراكي | صدام حسين |

- في عدة فترات كانت وزارة الإعلام مدمجة مع وزارة الثقافة وتسمى بوزارة الثقافة والإعلام.